# Teatro San Fructuoso
El teatro San Fructuoso fue el primer teatro que funcionó en la Villa de San Fructuoso, actualmente ciudad de Tacuarembó, Uruguay.

## Historia
El primer teatro tacuaremboense comenzó a funcionar pocos años después de fundado el pueblo de San Fructuoso (1832). Estaba ubicado en la esquina de las actuales calles General Flores y Joaquín Suárez.
Era una construcción de ladrillos de techo de madera y paja, cuyo ingreso se efectuaba por la calle General Flores, y sus fondos lindaban al oeste con la Catedral de San Fructuoso, cuya fachada daba a la calle Joaquín Suárez.
Este primer teatro funcionó desde mediados de la década de 1840 hasta fines de la década de 1850, pues un documento del año 1863, menciona su desaparición al referirse al lugar “donde estuvo edificado el teatro”, dando a entender que su construcción ya no existía como tal.